# 県村 (三重県)
県村（あがたむら）は三重県三重郡にあった村。現在の四日市市の中部、東名阪自動車道・四日市インターチェンジの北北東一帯にあたる。

## 地理
- 河川：海蔵川、竹谷川

## 歴史
- 1889年（明治22年）4月1日 - 町村制の施行により、黒田村・江村・北野村・平尾村・赤水村・上海老原村・下海老原村の区域をもって発足。
- 1954年（昭和29年）7月1日 - 四日市市に編入。同日県村廃止。

## 交通

### 道路
現在は旧村域を東名阪自動車道が通過するが、当時は未開業。